# Gao régió
Gao régió Mali egyik régiója, az ország keleti felén található. Székhelye Gao, a nagyobb városok közé tartozik még Bourem és Bamba. A legfőbb etnikai csoportot a szongaiok alkotják, de nagyobb számban élnek még itt bozok, tuaregek, bambarák és kounták.

## Földrajza
A régiót délkeleten Niger, északon Kidal régió, nyugaton pedig Timbuktu régió határolja. Fő folyója a Niger, mely a régió nyugati felét szeli át. Gao, a főváros is a folyó partján fekszik. A Nigeren kívül csak időszakos folyók vannak a régió területén. Négy erdőrezervátum is található itt, összterületük 4020 hektár. Ezek mind a régió nyugati felén találhatóak. A keleti rész kopár, éghajlatát sivatagi időjárás jellemzi.

## Fordítás
- Ez a szócikk részben vagy egészben  a   Gao Region című angol Wikipédia-szócikk fordításán alapul.  Az eredeti cikk szerkesztőit annak laptörténete sorolja fel. Ez a jelzés csupán a megfogalmazás eredetét és a szerzői jogokat jelzi, nem szolgál a cikkben szereplő információk forrásmegjelöléseként.
- Ez a szócikk részben vagy egészben  a   Région de Gao című francia Wikipédia-szócikk fordításán alapul.  Az eredeti cikk szerkesztőit annak laptörténete sorolja fel. Ez a jelzés csupán a megfogalmazás eredetét és a szerzői jogokat jelzi, nem szolgál a cikkben szereplő információk forrásmegjelöléseként.